# Мужская сборная Германии по волейболу
Мужская сборная команда Германии по волейболу (нем. Deutsche Volleyballnationalmannschaft der Männer) — национальная команда, представляющая Германию на международных соревнованиях по волейболу. Управляется Немецким волейбольным союзом (DVV). После воссоединения Германии, ФРГ была переименована в Германию, и результаты ГДР также относят к результатам Германии.

## Результаты

### Летние Олимпийские игры
- 2008 — 9-е место
- 2012 — 5-е место
- 2016 — не участвовала
- 2020 — не участвовала
- 2024 — квалифицировалась

### Чемпионат мира
- 2006 — 12-е место
- 2010 — 8-е место
- 2014 —
- 2018 — не участвовала
- 2022 — 15-е место

### Мировая лига / Лига наций
| Мировая лига - 1990 — не участвовала - 1991 — не участвовала - 1992 — 11-е место - 1993 — 8-е место - 1994 — 10-е место - с 1995 по 2000 — не участвовала - 2001 — 16-е место - 2002 — 9-е место - 2003 — 10-е место - с 2004 по 2009 — не участвовала - 2010 — 9-е место - 2011 — 11-е место | - 2012 — 5-е место - 2013 — 7-е место - 2014 — 16-е место - 2016 — 26-е место - 2017 — 27-е место Лига наций - 2018 — 6-е место - 2019 — 14-е место - 2021 — 13-е место - 2022 — 12-е место - 2023 — 11-е место - 2024 — 11-е место |

### Европейские игры
- 2015 —

### Чемпионат Европы
- 1995 — 8-е место
- 1997 — 9-е место (привязанное)
- 1999 — не квалифицировалась
- 2001 — 9-е место (привязанное)
- 2003 — 7-е место
- 2005 — не квалифицировалась
- 2007 — 5-е место
- 2009 — 6-е место
- 2011 — 15-е место
- 2013 — 6-е место
- 2015 — 8-е место
- 2017 —
- 2019 — 8-е место
- 2021 — 6-е место
- 2023 — 9-е место

### Евролига
- 2004 — 4-е место
- 2005 — 5-е место
- 2006 — 5-е место
- 2007 — 6-е место
- 2008 — 4-е место
- 2009 —

## Состав
Состав сборной Германии на Лиге наций 2023
| №                       | Имя                     | Год рождения            | Рост                    | Клуб                    |
| Центральные блокирующие | Центральные блокирующие | Центральные блокирующие | Центральные блокирующие | Центральные блокирующие |
| ----------------------- | ----------------------- | ----------------------- | ----------------------- | ----------------------- |
| 12                      | Антон Бреме             | 1999                    | 199                     | Модена                  |
| 18                      | Флориан Краге           | 1997                    | 203                     | Spacer’s Toulouse       |
| 21                      | Тобиас Крик             | 1998                    | 213                     | Модена                  |
| 45                      | Якоб Гюнтер             | 1995                    | 211                     | VfB Friedrichshafen     |
| Связующие               |                         |                         |                         |                         |
| 2                       | Йоханнес Тилле          | 1997                    | 186                     | Berlin                  |
| 17                      | Ян Циммерман            | 1993                    | 190                     | Foinikas Syros          |
| Диагональные            |                         |                         |                         |                         |
| 20                      | Линус Вебер             | 1999                    | 199                     | Kioene Padova           |
| 31                      | Ян Бёме                 | 1997                    | 203                     | SVG Lüneburg            |
| Доигровщики             |                         |                         |                         |                         |
| 3                       | Денис Калиберда         | 1990                    | 193                     | Berlin                  |
| 5                       | Мориц Райхерт           | 1995                    | 194                     | Trefl Gdańsk            |
| 13                      | Рубен Шотт              | 1994                    | 192                     | Berlin                  |
| 19                      | Эрик Рёрс               | 2001                    | 201                     | SWD Powervolleys Düren  |
| 22                      | Тобиас Бранд            | 1998                    | 195                     | Люблин                  |
| Либеро                  |                         |                         |                         |                         |
| 6                       | Леонард Гравен          | 2004                    | 180                     | Herrsching              |

## Тренеры
| Годы      | Имя               |
| --------- | ----------------- |
| 1990-1994 | Игорь Приложны    |
| 1995-1998 | Олаф Кортманн     |
| 1999-2008 | Стелиан Мокулеску |
| 2009-2011 | Рауль Лозано      |
| 2012-2016 | Витал Хейнен      |
| 2017-2022 | Андреа Джани      |
| 2022-     | Михал Винярский   |